# European Publishers Award for Photography
Der European Publishers Award for Photography (EPAP) ist eine Initiative europäischer Verlagshäuser zur Förderung zeitgenössischer Fotografie. Seit 1994 wird der Preis jährlich für ein Fotobuch ausgeschrieben.
Partner sind der Kehrer Verlag (Deutschland), Actes Sud (Frankreich), Dewi Lewis Publishing (England), Peliti Associati (Italien) und Blume (Spanien). Eingereicht werden können vollständige und bisher unveröffentlichte Buchprojekte. In einer Jury-Sitzung wird über die Vergabe des European Publishers Award for Photography entschieden. Das Siegerprojekt wird bei den Rencontres d’Arles bekannt gegeben und in fünf Ländern zeitgleich in Buchform veröffentlicht.

## Preisträger seit 1994
- 1994 Dario Mitidieri: Kinder von Bombay[2]
- 1995 Shanta Rao: Queens of Saba
- 1996 Bruce Gilden: Haiti
- 1997 Toni Catany: Photographs
- 1998 Dean Chapman: Karenni
- 1999 Jeff Mermelstein: Sidewalk
- 2000 Alfons Alt: Bestiarium
- 2001 David Farrell: Innocent Landscapes
- 2002 Simon Norfolk: Afghanistan Zero
- 2003 Haris Kakarouhas: Buena Vista Cuba
- 2004 Harri Kallio: Die Wiedergeburt des Dodo
- 2005 Lorenzo Castore: Paradiso
- 2006 Ambroise Tézenas: Peking
- 2007 Paolo Pellegrin: As I was Dying
- 2008 Jacob Aue Sobol: I, Tokyo
- 2009 Klavdij Sluban: Go East
- 2010 Christophe Agou: Gesichter der Stille
- 2011 Davide Monteleone: Red Thistle / Rote Distel
- 2012 Alessandro Imbriaco: Der Garten[3]
- 2013 Alisa Resnik: One Another
- 2014 Kirill Golovchenko: Bitter Honeydew